# Hypoplectrus indigo
Hypoplectrus indigo, tên thông thường là cá mú Indigo (tiếng Anh: Indigo hamlet), là một loài cá biển thuộc chi Hypoplectrus trong họ Cá mú. Loài này được mô tả lần đầu tiên vào năm 1851.

## Phân bố và môi trường sống
H. indigo có phạm vi phân bố ở vùng biển Tây Bắc Đại Tây Dương. Loài cá này được tìm thấy từ Florida Keys và ngoài khơi Tuxpan, Mexico, dọc theo Trung Mỹ và Nam Mỹ đến Mamitupu, Panama và xung quanh các hòn đảo ngoài khơi Venezuela; H. indigo còn được quan sát ở xung quanh các đảo thuộc nhóm Antilles và Bahamas. H. indigo sống đơn độc xung quanh các rạn san hô ở độ sâu khoảng từ 3 đến 45 m.

## Mô tả
Mẫu vật có chiều dài cơ thể lớn nhất ở H. indigo với kích thước được ghi nhận là khoảng 15 cm. Các loài Hypoplectrus là loài lưỡng tính, có thể đóng xen kẽ "vai trò" của cá thể đực lẫn cá thể mái trong quá trình sinh sản. Đầu và thân có màu xanh lam nhạt hoặc trắng xanh. Hai bên thân có các sọc màu xanh đậm với độ rộng không đều nhau (sọc thứ hai, bên dưới vây lưng, rộng hơn nhiều so với các sọc còn lại); xen kẽ các sọc màu đậm này là các sọc màu trắng. Dưới mắt có một vệt sọc màu xanh đen. Các vây có màu lam xám, trừ vây ngực trong suốt.
Số gai ở vây lưng: 10; Số tia vây mềm ở vây lưng: 14 - 17; Số gai ở vây hậu môn: 3; Số tia vây mềm ở vây hậu môn: 7; Số gai ở vây bụng: 1; Số tia vây mềm ở vây bụng: 5; Số tia vây mềm ở vây ngực: 13; Số vảy đường bên: 48 - 53; Số lược mang: 17 - 23.
Thức ăn chủ yếu của H. indigo là các loài cá nhỏ hơn, và chúng có xu hướng bảo vệ lãnh thổ của mình. Loài này đôi khi được đánh bắt để phục vụ cho mục đích buôn bán cá cảnh.